# Safia Tarzi
Safia Tarzi, var en afghansk modedesigner. Hon var internationellt berömd under 1960- och 70-talen. 
Hon var föremål för 1969 års nummer av den internationella tidskriften Vogue. Modeindustrin uppkom i Afghanistan sedan regeringen år 1959 hade gjort slöjan frivillig, vilket gjorde att kvinnor ur över- och medelklassen slutade använda den i landets större städer och mode därmed blev ett nytt intresse. Tarzis design var inspirerat av den västerländska modet med afghanska detaljer så som mönster, brodyr och pälsverk. Hon var känd för att omtolka turbaner och väster, som traditionellt bars av män, till att kunna bäras även av kvinnor. 